# تونگ کیت سیونگ
تونگ کیت سیونگ (انگلیسی: Tong Kit Siong) کاراته‌کا اهل برونئی است. از افتخارات وی میتوان به کسب مدال برنز کومیته زیر ۷۵- کیلوگرم در بازی‌های آسیایی ۲۰۰۲ اشاره کرد.